# Aneflomorpha exilis
Aneflomorpha exilis là một loài bọ cánh cứng trong họ Cerambycidae.